# Gran Premio d'Europa 1995
Il Gran Premio d'Europa 1995 fu una gara di Formula 1, disputatasi il 1º ottobre 1995 sul Nürburgring. Fu la quattordicesima prova del mondiale 1995 e vide la vittoria di Michael Schumacher su Benetton-Renault, seguito da Jean Alesi e da David Coulthard. Questa gara fu l'ultima in F1 per Massimiliano Papis, Jean-Denis Délétraz e per Gabriele Tarquini.

## Qualifiche
| Pos | N  | Pilota                   | Costruttore/Motore | Tempo    | Gap    |
| --- | -- | ------------------------ | ------------------ | -------- | ------ |
| 1   | 6  | David Coulthard          | Williams-Renault   | 1:18.738 |        |
| 2   | 5  | Damon Hill               | Williams-Renault   | 1:18.972 | +0.234 |
| 3   | 1  | Michael Schumacher       | Benetton-Renault   | 1:19.150 | +0.412 |
| 4   | 28 | Gerhard Berger           | Ferrari            | 1:19.821 | +1.083 |
| 5   | 15 | Eddie Irvine             | Jordan-Peugeot     | 1:20.488 | +1.750 |
| 6   | 27 | Jean Alesi               | Ferrari            | 1:20.510 | +1.772 |
| 7   | 2  | Johnny Herbert           | Benetton-Renault   | 1:20.653 | +1.915 |
| 8   | 30 | Heinz-Harald Frentzen    | Sauber-Ford        | 1:20.749 | +2.011 |
| 9   | 8  | Mika Häkkinen            | McLaren-Mercedes   | 1:20.866 | +2.128 |
| 10  | 7  | Mark Blundell            | McLaren-Mercedes   | 1:20.909 | +2.171 |
| 11  | 14 | Rubens Barrichello       | Jordan-Peugeot     | 1:21.211 | +2.473 |
| 12  | 25 | Martin Brundle           | Ligier-Mugen-Honda | 1:21.541 | +2.803 |
| 13  | 29 | Jean-Christophe Boullion | Sauber-Ford        | 1:22.059 | +3.321 |
| 14  | 26 | Olivier Panis            | Ligier-Mugen-Honda | 1:22.062 | +3.324 |
| 15  | 4  | Mika Salo                | Tyrrell-Yamaha     | 1:23.058 | +4.320 |
| 16  | 23 | Pedro Lamy               | Minardi-Ford       | 1:23.328 | +4.590 |
| 17  | 9  | Massimiliano Papis       | Footwork-Hart      | 1:23.689 | +4.951 |
| 18  | 24 | Luca Badoer              | Minardi-Ford       | 1:23.760 | +5.022 |
| 19  | 3  | Gabriele Tarquini        | Tyrrell-Yamaha     | 1:24.286 | +5.548 |
| 20  | 17 | Andrea Montermini        | Pacific-Ford       | 1:24.696 | +5.958 |
| 21  | 10 | Taki Inoue               | Footwork-Hart      | 1:24.900 | +6.162 |
| 22  | 21 | Pedro Diniz              | Forti-Ford         | 1:25.157 | +6.419 |
| 23  | 22 | Roberto Moreno           | Forti-Ford         | 1:26.098 | +7.360 |
| 24  | 16 | Jean-Denis Délétraz      | Pacific-Ford       | 1:27.853 | +9.115 |

## Gara
Il via avviene su pista umida con la maggior parte dei piloti che montano gomme da bagnato. Ferrari e McLaren invece scelgono le gomme d'asciutto per entrambi i piloti. Coulthard che scatta dalle pole position è costretto a partire con il muletto in quanto è uscito di pista nei giri di schieramento che precedono la gara. Al via lo scozzese mantiene la prima posizione mentre parte male Hill, infilato da Schumacher e da Irvine. A fine primo giro Hill scavalca il pilota della Jordan per il terzo posto. Coulthard comanda quindi su Schumacher, Hill, Irvine, Herbert e Alesi. Berger è invece partito male ed è solamente nono.
Schumacher e Hill pressano Coulthard, che non si trova a suo agio in queste condizioni con il muletto. Le McLaren, che scattavano nona e decima, sono precipitate in fondo al gruppo con un assetto sbagliato a differenza delle Ferrari, che nonostante le gomme slick riescono a tenere il passo degli altri. Alesi al quarto giro infila Herbert per la quinta posizione dimostrando che le gomme d'asciutto sono ormai quelle corrette. I piloti con le gomme da bagnato infatti sono costretti a lasciare la traiettoria ideale per cercare l'acqua. All'ottavo giro Alesi supera anche Irvine per il quarto posto ed è il più veloce in pista.
Al 10º giro Schumacher e Hill si fermano per montare le gomme d'asciutto, seguiti il giro successivo da Coulthard. Alesi si trova quindi in testa, seguito da Irvine (ancora con gomme da bagnato), Coulthard, Schumacher, Berger e Hill. Quest'ultimo riesce a passare Berger alla chicane al 14º giro. Irvine rientra ai box e lascia il secondo posto a Coulthard, mentre nasce un bel duello per la terza posizione tra i due contendenti al titolo. Hill infila Schumacher all'interno in curva 3, ma il tedesco si riprende la posizione sul rettilineo di partenza. Dopo 18 giri Alesi comanda con 23 secondi su Coulthard e 26 su Schumacher che è seguito vicino da Hill e Berger. Irvine che chiude la zona punti è a un minuto del leader.
Al 21º giro Schumacher passa Coulthard approfittando del doppiato Hakkinen e si prende la seconda posizione. Due giri dopo anche Hill e Berger superano Coulthard, ma il pilota della Ferrari si ferma ai box per cambiare le gomme ormai usurate, che montava da inizio gara. L'austriaco rientra in pista quinto. Alesi nel frattempo vola e guadagna circa 2 secondi al giro su tutti gli altri, portandosi a 42 secondi di vantaggio su Schumacher e Hill al 30º giro. Herbert attacca Irvine per la sesta posizione ma sbaglia la mossa e tocca il pilota della Jordan, dovendo rientrare ai box per cambiare l'alettone anteriore. Ne approfitta Barrichello che si porta così sesto in zona punti.
Al 34º giro Alesi e Schumacher si fermano ai box. Il francese mette carburante per andare fino in fondo e non fermarsi più, a differenza di Schumacher che resta fermo solo 7 secondi e dovrà effettuare un'altra sosta. Dopo il pit-stop dei due comanda ancora Alesi con 4 secondi su Hill, 24 su Coulthard e 28 su Schumacher. I due piloti della Williams devono comunque ancora effettuare la loro sosta. Hill riprende velocemente Alesi essendo più leggero e lo attacca in curva 3. L'inglese sbaglia però il sorpasso e perde l'alettone anteriore, proprio nel giro in cui doveva fermarsi per cambiare le gomme. Resta fermo ai box ben 32 secondi, mentre Berger è costretto al ritiro per un problema elettrico.
A 20 giri dal termine Alesi comanda con 10 secondi su Schumacher (in gran recupero essendo più leggero), 43 su Coulthard e 54 su Hill. Le Jordan di Barrichello e Irvine chiudono la zona punti. Schumacher raggiunge Alesi, ma prima di provare l'attacco si ferma per l'ultimo pit-stop a 15 giri dal termine. Il tedesco esce a 22 secondi da Alesi ma con gomme molto più fresche. Hill cerca di ricucire lo svantaggio da Coulthard, mentre un errore di Irvine consente ad Herbert di entrare in zona punti. Schumacher è notevolmente più veloce di Alesi e ad otto giri dal termine è già a 7 secondi dal francese.
Hill mentre cerca di prendere Coulthard commette un grave errore in curva 8 perdendo la macchina e andando a impattare contro le barriere, perdendo così ogni speranza di mondiale. A 4 giri dal termine Schumacher è negli scarichi della Ferrari di Alesi. Nel terz'ultimo giro Schumacher attacca Alesi alla chicane e lo passa all'esterno con una grandissima manovra. Schumacher vince la gara di casa e ipoteca il secondo titolo mondiale, dato che con il ritiro di Hill ha ora 27 punti di vantaggio con sole tre gare rimaste. Al tedesco bastano 3 punti in 3 gare per confermarsi campione del mondo.
| Pos | N. | Pilota                   | Costruttore/Motore | Giri | Tempo/Ritiro                | Griglia | Punti |
| --- | -- | ------------------------ | ------------------ | ---- | --------------------------- | ------- | ----- |
| 1   | 1  | Michael Schumacher       | Benetton-Renault   | 67   | 1:39:59.044                 | 3       | 10    |
| 2   | 27 | Jean Alesi               | Ferrari            | 67   | +2.684                      | 6       | 6     |
| 3   | 6  | David Coulthard          | Williams-Renault   | 67   | +35.382                     | 1       | 4     |
| 4   | 14 | Rubens Barrichello       | Jordan-Peugeot     | 66   | +1 Giro                     | 11      | 3     |
| 5   | 2  | Johnny Herbert           | Benetton-Renault   | 66   | +1 Giro                     | 7       | 2     |
| 6   | 15 | Eddie Irvine             | Jordan-Peugeot     | 66   | +1 Giro                     | 5       | 1     |
| 7   | 25 | Martin Brundle           | Ligier-Mugen-Honda | 66   | +1 Giro                     | 12      |       |
| 8   | 8  | Mika Häkkinen            | McLaren-Mercedes   | 65   | +2 Giri                     | 9       |       |
| 9   | 23 | Pedro Lamy               | Minardi-Ford       | 64   | +3 Giri                     | 16      |       |
| 10  | 4  | Mika Salo                | Tyrrell-Yamaha     | 64   | +3 Giri                     | 15      |       |
| 11  | 24 | Luca Badoer              | Minardi-Ford       | 64   | +3 Giri                     | 18      |       |
| 12  | 9  | Massimiliano Papis       | Footwork-Hart      | 64   | +3 Giri                     | 17      |       |
| 13  | 21 | Pedro Diniz              | Forti-Ford         | 62   | +5 Giri                     | 22      |       |
| 14  | 3  | Gabriele Tarquini        | Tyrrell-Yamaha     | 61   | +6 Giri                     | 19      |       |
| 15  | 16 | Jean-Denis Délétraz      | Pacific-Ford       | 60   | +7 Giri                     | 24      |       |
| Ret | 5  | Damon Hill               | Williams-Renault   | 58   | Incidente                   | 2       |       |
| Ret | 17 | Andrea Montermini        | Pacific-Ford       | 45   | Fine benzina                | 20      |       |
| Ret | 29 | Jean-Christophe Boullion | Sauber-Ford        | 44   | Collisione con A.Montermini | 13      |       |
| Ret | 28 | Gerhard Berger           | Ferrari            | 40   | Problema elettrico          | 4       |       |
| Ret | 22 | Roberto Moreno           | Forti-Ford         | 22   | Semiasse                    | 23      |       |
| Ret | 30 | Heinz-Harald Frentzen    | Sauber-Ford        | 17   | Collisione con R.Moreno     | 8       |       |
| Ret | 26 | Olivier Panis            | Ligier-Mugen-Honda | 14   | Testacoda                   | 14      |       |
| Ret | 7  | Mark Blundell            | McLaren-Mercedes   | 14   | Incidente                   | 10      |       |
| Ret | 10 | Taki Inoue               | Footwork-Hart      | 0    | Problema elettrico          | 21      |       |

## Classifiche Mondiali

### Piloti
| Pos | Pilota             | Punti |
| --- | ------------------ | ----- |
| 1   | Michael Schumacher | 82    |
| 2   | Damon Hill         | 55    |
| 3   | David Coulthard    | 43    |
| 4   | Johnny Herbert     | 40    |
| 5   | Jean Alesi         | 40    |
| 6   | Gerhard Berger     | 28    |

### Costruttori
| Pos | Team               | Punti |
| --- | ------------------ | ----- |
| 1   | Benetton-Renault   | 112   |
| 2   | Williams-Renault   | 92    |
| 3   | Ferrari            | 68    |
| 4   | McLaren-Mercedes   | 21    |
| 5   | Jordan-Peugeot     | 18    |
| 6   | Ligier-Mugen Honda | 16    |

- Vengono indicate solo le prime 6 posizioni.